# بیژن رفیعی
بیژن رفیعی (بهمن ۱۳۱۷ – ۱۰ آذر ۱۴۰۲) بنیان‌گذار و سردبیر مجله دنیای ورزش از انتشارات موسسه اطلاعات اهل ایران بود.

## زندگی
او در سال ۱۳۴۸ طرح انتشار مجله‌ای ورزشی را به عباس مسعودی موسس روزنامه اطلاعات داد که با استقبال وی روبه‌رو شد. اولین شماره دنیای ورزش در ۱۶ شهریور ۱۳۴۹ با صفحات رنگی منتشر شد. ۱۵ سال پیش از انتشار دنیای ورزش، مجله کیهان ورزشی به ابتکار دکتر صدرالدین الهی و کاظم گیلانپور در موسسه کیهان منتشر شده بود. با این تفاوت که دنیای ورزش در سال ۱۳۹۷ تعطیل شد اما کیهان ورزشی همچنان به عنوان قدیمی‌ترین نشریه ورزشی منتشر می‌شود.
بیژن رفیعی بعدها به آمریکا مهاجرت کرد، او روز جمعه ۱۰ آذر ۱۴۰۲ در سن ۸۴ سالگی درگذشت.